# Lucas Barrios
Lucas Ramón Barrios Cáceres  (* 13. November 1984 in San Fernando, Buenos Aires, Argentinien) ist ein ehemaliger paraguayisch-argentinischer Fußballspieler.

## Karriere
Lucas Barrios wurde als Sohn eines Argentiniers und einer Paraguayerin im Partido San Fernando im Ballungsraum Buenos Aires geboren und wuchs mit vier Brüdern und drei Schwestern in einem Vorort von Buenos Aires auf. Barrios ist geschieden und hat einen Sohn. Seit dem 8. April 2010 ist er auch paraguayischer Staatsangehöriger.

### Vereine

#### Argentinien, Mexiko und Chile
In seiner Jugend spielte Barrios für den Club Argentinos Juniors, in dem auch Diego Maradona groß geworden war. Dort bekam er auch aufgrund seiner Antrittsschnelligkeit den Spitznamen „La Pantera“ („der Panther“). Er hatte in der argentinischen und chilenischen zweiten Liga gespielt, ehe ihm bei CD Cobreloa der Durchbruch gelang. Zu dem chilenischen Erstligisten kam er 2006 und konnte durch Leistung und Tore überzeugen. Durch seine Treffer wurden der mexikanische Verein Atlas Guadalajara und der chilenische Topclub CSD Colo-Colo auf ihn aufmerksam. Barrios entschied sich für Atlas, war dort aber weit von seiner vorherigen Leistung entfernt.
Nach 14 Ligapartien für seinen neuen Club verließ er die Mannschaft wieder, um bei Colo-Colo einen Leihvertrag zu unterzeichnen. In Chile wurde er 2008 Torschützenkönig; der Club verpflichtete ihn daraufhin fest. Am Ende der Saison 2008 verhalf er dem Club mit seinen Toren zur 28. Meisterschaft. Insgesamt erzielte Barrios mit 37 Treffern in 38 Spielen die meisten Erstligatore weltweit im Kalenderjahr. Barrios gewann damit jedoch nicht den Titel des „Welt-Torjägers“, der im betreffenden Jahr an Leandson Dias da Silva ging.

#### Borussia Dortmund
Im Juli 2009 wechselte er zum Bundesligisten Borussia Dortmund, bei dem er den zum FC Basel gewechselten Alexander Frei ersetzte. Er erhielt einen Vierjahresvertrag, den er ein halbes Jahr später bis zum 30. Juni 2014 verlängerte. Sein erstes Pflichtspiel absolvierte Barrios am 1. August 2009 in der ersten Hauptrunde des DFB-Pokals 2009/10 gegen die SpVgg Weiden, in dem er auch seinen ersten Pflichtspieltreffer für seinen neuen Verein erzielte. In der zweiten Runde des DFB-Pokals traf Barrios im Spiel beim Karlsruher SC doppelt. Seinen ersten Bundesligatreffer erzielte er am 3. Oktober 2009 beim Auswärtsspiel gegen Borussia Mönchengladbach, erstmals doppelt traf er am 16. Spieltag in Wolfsburg. Insgesamt erzielte er bis zum Ende der Hinrunde neun Treffer, darunter das 1:0-Siegtor beim 100. Geburtstag von Borussia Dortmund am 19. Dezember 2009 gegen den SC Freiburg. Am 32. Spieltag schoss Barrios beim 3:2-Erfolg in Nürnberg alle drei Dortmunder Tore, was zuletzt Ebi Smolarek in der Saison 2005/06 für den BVB gelungen war. Am Ende der Saison hatte Barrios 19 Tore erzielt und belegte den dritten Platz der Torschützenliste.
In seinen ersten beiden Europa-League-Spielen am 19. und 26. August 2010 gegen den aserbaidschanischen Klub FK Qarabağ Ağdam erzielte er insgesamt drei Tore und war damit am Erreichen der Gruppenphase beteiligt. Beim 4:3-Sieg in der Gruppenphase bei Karpaty Lwiw holte Barrios den Elfmeter zum 1:0 heraus, schoss das 3:3 selbst und bereitete die anderen beiden Treffer des BVB vor. Barrios spielte daraufhin mit seinem Offensiv-Partner Shinji Kagawa eine starke Hinrunde, in der er acht Tore erzielte. Nicht zuletzt hatte er Anteil an der guten Hinrundenbilanz des BVB (14 Siege, ein Remis, zwei Niederlagen) und wurde Herbstmeister. Zum Rückrundenstart plagte er sich mit einem grippalen Virus und spielte dadurch erst wieder am 20. Spieltag in der Startformation gegen den VfL Wolfsburg. In diesem Spiel schoss er sein neuntes Saisontor. Barrios trug am 32. Spieltag mit einem Treffer zum 2:0-Sieg über den 1. FC Nürnberg und dem damit verbundenen vorzeitigen Gewinn der deutschen Meisterschaft bei.
Knapp ein Jahr später, am 32. Spieltag der Saison 2011/12, wurde Barrios mit Borussia Dortmund zum zweiten Mal in seiner Karriere Deutscher Meister. Im Gegensatz zum Vorjahr war er jedoch häufig nur als Ersatzspieler zum Einsatz gekommen, da er in der Hinrunde durch einen Muskelfaserriss verletzt ausfiel und Robert Lewandowski nun den Vorzug in der Spitze erhielt. Am 33. Spieltag profitierte Barrios von der Rotation, stand in der Startelf und traf gegen den 1. FC Kaiserslautern dreifach.

#### Seit 2012
Nach der Saison 2011/12 ging Barrios zum chinesischen Klub Guangzhou Evergrande. Dort unterschrieb er einen Vierjahresvertrag. Ende Oktober 2012 gewann er mit dem Verein die chinesische Meisterschaft und im November den chinesischen Pokal.
2013 wechselte er von Guangzhou Evergrande zum russischen Verein Spartak Moskau. Dort konnte er sich allerdings nicht durchsetzen und wechselte zur Saison 2014/15 auf Leihbasis zum französischen Erstligisten HSC Montpellier. Der Club besaß eine Kaufoption.
Anfang Juli 2015 wechselte Barrios zu Palmeiras São Paulo. In seiner ersten Saison absolvierte er 13 Ligaspiele und traf fünfmal ins gegnerische Tor. Sein Klub gewann in jenem Jahr die Copa do Brasil. In der Folgespielzeit trug er mit neun Ligaeinsätzen und einem Treffer zum Gewinn des brasilianischen Meistertitels bei. Zum erfolgreichen Mannschaftskader zählte dabei unter anderem Zé Roberto, der in früheren Jahren bei Bayer Leverkusen, Bayern München und dem Hamburger SV auch in der Bundesliga aktiv war.
Ab Februar 2017 spielte er für Grêmio Porto Alegre, eine brasilianische Erstliga-Mannschaft. Dort hatte er einen Vertrag bis Ende 2017. Nach dem Gewinn der Copa Libertadores wechselte er Anfang 2018 zurück in die Heimat zu seinem früheren Verein Argentinos Juniors.
Im Juli 2018 ging Barrios ablösefrei wieder zum chilenischen Topclub CSD Colo-Colo.
Im Januar 2019 wechselt Barrios ablösefrei zum argentinischen Erstligisten Club Atlético Huracán.
Im Januar 2020 wechselte Barrios ablösefrei zum argentinischen Erstligisten Gimnasia y Esgrima La Plata. Nach Auslaufen seines Vertrages bei CA Patronato beendete der Stürmer 2022 seine Karriere.

### Paraguayische Nationalmannschaft
Am 4. Mai 2010 wurde Barrios vom Nationaltrainer Gerardo Martino in den vorläufigen WM-Kader Paraguays berufen. Dieser umfasste zunächst 30 Spieler und wurde am 1. Juni 2010 auf 23 Spieler reduziert.
Barrios debütierte am 25. Mai 2010 bei einem Freundschaftsspiel gegen Irland (1:2) für die paraguayische Nationalmannschaft, nachdem er erst Anfang April 2010 die paraguayische Staatsbürgerschaft erhalten hatte. In dieser Partie erzielte er auch seinen ersten Treffer in einem Länderspiel. Barrios ist nach Jonathan Santana und Néstor Ortigoza der dritte Nationalspieler im paraguayischen WM-Kader, der argentinische Wurzeln hat.

## Erfolge und Auszeichnungen

### Vereinsmannschaften

#### CSD Colo-Colo
- Chilenischer Meister: 2008-C

#### Borussia Dortmund
- Deutscher Meister: 2011, 2012
- DFB-Pokal-Sieger: 2012

#### Guangzhou Evergrande
- Chinesischer Meister: 2012
- Chinesischer Pokalsieger: 2012
- AFC Champions League: 2013

#### Palmeiras
- Copa do Brasil: 2015
- Brasilianischer Meister: 2016

#### Grêmio
- Copa Libertadores: 2017

### Nationalmannschaft
- Weltmeisterschaft-Viertelfinale: 2010 (5 Einsätze)
- Copa-América-Finalist: 2011 (5 Einsätze)

### Auszeichnungen
- Torschützenkönig der Apertura und Clausura (1): 2008
- Goldenen Ball für den erfolgreichsten Erstliga-Torjäger weltweit (IFFHS): 2008[4]
- Fußballer des Monats in der Bundesliga: 10/2009
- Paraguayischer Fußballer des Jahres: 2010
- DFB-Pokal-Torschützenkönig 2010
- Mannschaft des Jahres: 2011 mit Borussia Dortmund